# Herb gminy Przelewice
Herb gminy Przelewice – symbol gminy Przelewice.

## Wygląd i symbolika
Herb przedstawia na tarczy owalnej z zieloną bordiurą, ozdobioną w górnej części gałązkami dawidii, przytrzymującymi żółtą tabliczkę z czarną nazwą gminy, w polu szarym ze złotym pasem z lewa w skos czerwonego gryfa ze złotym dziobem i pazurami, nawiązującego do herbu województwa zachodniopomorskiego i położenia gminy na terenie Pomorza Zachodniego. 